# Wolfener Busch
Der Wolfener Busch ist ein Auenrestwald am östlichen Ortsrand von Wolfen und gilt als besonders geschütztes Biotop.

## Lage

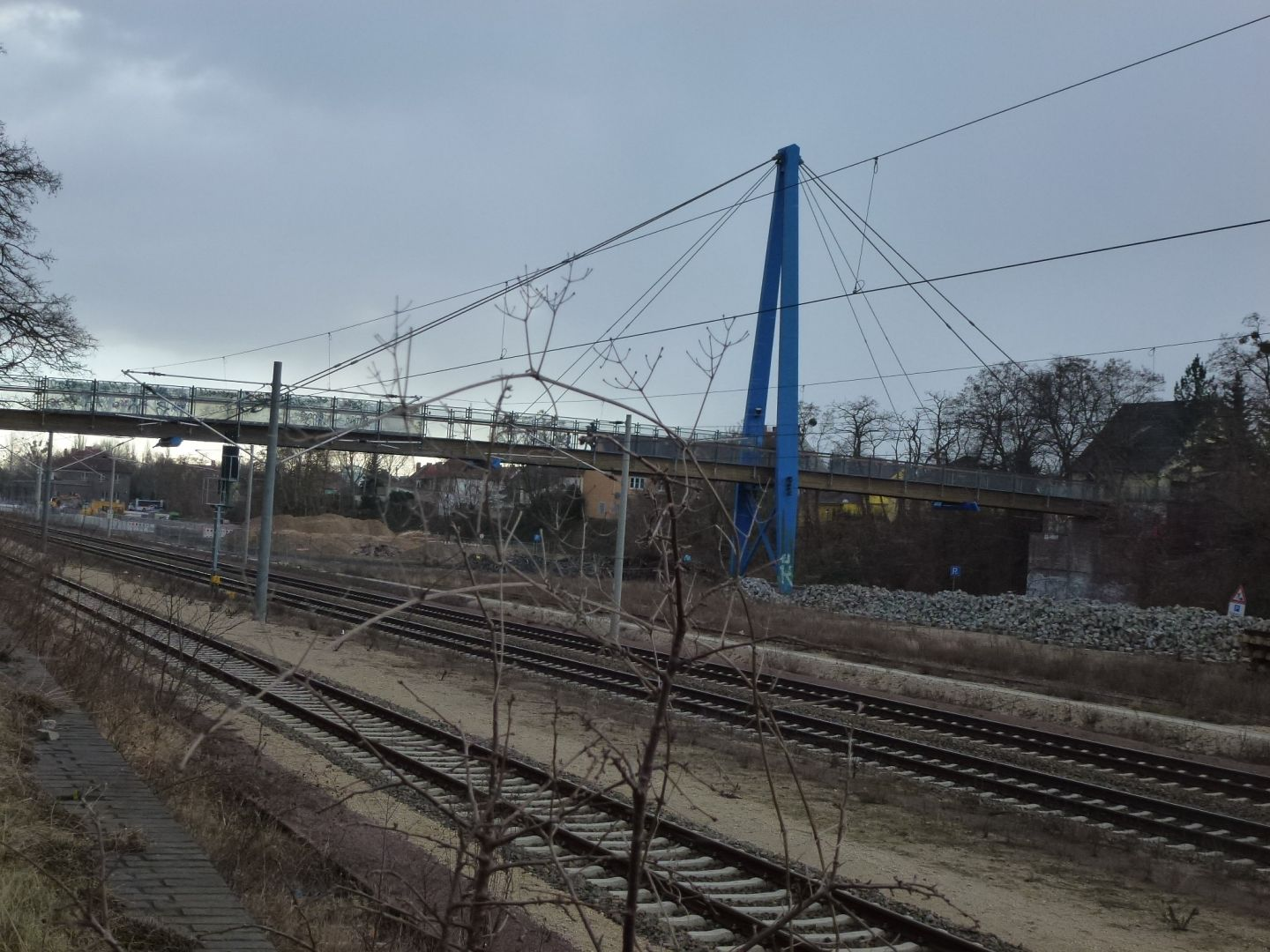
Fußgängerbrücke Am Busch

Der Wald erstreckt sich auf einer Fläche von 20 Hektar und wird im Westen durch die Bahnstrecke Dessau-Leipzig und im Osten durch das Betriebsgelände einer Kläranlage begrenzt, dahinter beginnt das Naturschutzgebiet Salegaster Forst. Am Nordrand befindet sich eine Kleingartenanlage und ein Tennisplatz, im Süden ein Gewerbegebiet.
Ursprünglich gehörte der Wolfener Busch zu einem großen Auwald, der sich entlang der Mulde erstreckte. Trotz seiner nur geringen Fläche und der räumlichen Trennung von der Mulde wird der Wolfener Busch als ökologisch wertvoll eingeschätzt.

## Flora
Der Wolfener Busch weist eine für Auenwälder typische mehrschichtige Vegetation (Krautschicht, Strauchschicht und Baumschicht) auf.
In der erdnahen Krautschicht kommen im Wolfener Busch folgende Arten vor: Buschwindröschen, Frühlings-Scharbockskraut, Hundsveilchen, März-Veilchen, Raues Veilchen und Salomonsiegel.
Im Bereich des Waldrandes bzw. an lichten Stellen finden sich: Blauer Natternkopf, Kletten-Labkraut, Ruprechts-Storchschnabel, Silber-Fingerkraut und Weißes Leimkraut.
Die Strauchschicht wird vor allem durch Berberitze, Eingriffliger Weißdorn, Gemeiner Liguster, Purgier-Kreuzdorn, Rote Heckenkirsche, Schneebeere und Schwarzer Holunder geprägt.
Die Baumschicht wird von Gemeiner Esche, Hainbuche und Stieleiche geprägt. Es finden sich jedoch auch Bergahorn, Hänge-Birke, Robinie, Schwarz-Pappel, Sommerlinde, Traubenkirsche und Waldkiefer.
Die unterschiedlichen Schichten werden unter anderem vom Gemeinen Efeu und dem Gemeinen Hopfen, als hier häufig vorkommenden Vertretern der europäischen Lianen verbunden.

## Fauna

### Säugetiere
An Säugetieren können Reh und Eichhörnchen beobachtet werden, aber auch das Vorkommen der Waldspitzmaus ist nachgewiesen. Darüber hinaus kommen Fledermäuse, insbesondere die Bechsteinfledermaus vor. Zum Schutz der Fledermäuse wurden Schlafkästen und Fledermaushöhlen im Wolfener Busch eingerichtet.

### Vögel
Der Wolfener Busch dient auch als Lebensraum einer Vielzahl von Vogelarten. Es wurden beobachtet: Amsel, Bachstelze, Blaumeise, Buchfink, Buntspecht, Eichelhäher, Elster, Erlenzeisig, Gartenbaumläufer, Gimpel, Grünfink, Grünspecht, Hohltaube, Kernbeißer, Kleiber, Kohlmeise, Kolkrabe, Mönchsgrasmücke, Nachtigall, Nebelkrähe, Nordischer Bergfink, Ringeltaube, Rotkehlchen, Rotmilan, Saatkrähe, Schwanzmeise, Schwarzspecht, Singdrossel, Star, Stieglitz, Waldkauz, Waldlaubsänger, Weidenmeise, Weißrückenspecht, Zaunkönig und Zilpzalp.
Nicht alle Vogelarten brüten jedoch im Wolfener Busch. Viele sind nur zeitweilig oder zu bestimmten Jahreszeiten anzutreffen. 1986 wurde der in der Region eher ungewöhnliche Weißrückenspecht im Wolfener Busch beobachtet.

### Amphibien und Reptilien
Am Waldrand kommt die Zauneidechse vor. In aufgegebenen Becken eines am Südrand des Wolfener Buschs einmal befindlichen Schwimmbads hatten sich zwischen 1992 und 1994 Populationen von Erdkröte, Teichmolch und Wechselkröte gebildet. Nach der Verfüllung des Beckens bestand vor allem die Population der Erdkröte in einer als Ausgleich geschaffenen flachen Wassermulde noch eine Weile fort. Auch dieses Laichgewässer ist jedoch inzwischen verlandet.

### Insekten
Bei den Insekten ist insbesondere das Vorkommen der Blauflügeligen Ödlandschrecke bemerkenswert.